# Anton Cetin
Anton Cetin (Bojana, 18. rujna 1936.) je hrvatski, francuski i kanadski slikar i grafičar.

## Životopis
Rodio se u selu Bojani kod Čazme. U Zagrebu je išao u srednju školu, gdje je maturirao na Školi primijenjenih umjetnosti. Potom je 1964. godine išao na Akademiju likovnih umjetnosti, gdje je diplomirao u klasi prof. Marijana Detonija. Na njegovo rano stvaralaštvo utjecao je slikar i grafičar Albert Kinert.
U Hrvatskoj je radio je kao ilustrator i dizajner do odlaska u Pariz 1966., gdje je boravio do 1968. godine. Ondje je radio za poznatog ilustratora J. M. Rabeca i izdavačku kuću Larousse. U tom razdoblju nacrtao je više od 300 radova u raznim tehnikama.
Potom je otišao u Kanadu, koja je i danas ostala njegovim trajnim odredištem. Ondje je radio kao profesionalni slikar i grafičar.
U Hrvatsku se prvi put vratio 1986. godine i tom je prigodom objavljena monografija o njemu, a u zagrebačkom Muzeju za umjetnost i obrt organizirana je prva velika izložba njegovih djela.
Jedan od njegovih značajnijih i poznatijih radova je pjesničko-grafička mapa Amerika Croatom America, koju je objavio zajedno s hrvatskim književnikom Stjepanom Šešeljem, a koju su darovali papi Ivanu Pavlu II. 1989., prigodom primanja u Vatikanu. 
Sudjelovao je na preko 200 samostalnih i skupnih izložaba. Djela mu se nalaze u mnogim svjetskim muzejima, galerijama i kolekcijama.
Njegov rad nije prošao nezapažen ni u inozemstvu, pa su o njemu snimljeni dokumentarni filmovi, 1990. u Njemačkoj u Passauu i u Torontu 1993.
Galerija Anton Cetin sa stalnom postavom slika, crteža i grafika je utemeljena 2001. i sadržavala je u početku 19 radova, a kasnije je zbirka nadopunjena s još 6 radova.

## Djela
- Eva i mjesec (1975.) grafička mapa
- Serija o Evi (1977.) grafička mapa
- Amerika–Croatan–America (Zagreb—Toronto 1988.) pjesničko-grafička mapa (s pjesnikom Stjepanom Šešeljem)

## Nagrade
- Umjetnik godine (Artist of The Year), prema izboru Kanadsko-hrvatske umjetničke udruge (Canadian Croatian Artist Society) (1986.)
- Red Danice hrvatske s likom Marka Marulića (1995.)
- Red hrvatskog pletera (1995.)

## Vanjske poveznice
- www.antoncetin.com, osobne stranice umjetnika
- Ivana Reberski, Anton Cetin, Izvorna poetika i mit o "Evi", Anton Cetin, slike, crteži, kolaži 2001. – 2011., katalog izložbe
- Marko Kružić, [neaktivna poveznica], Vijenac 254 - 27. studenoga 2003.